# Francisco María de la Cruz Jordan

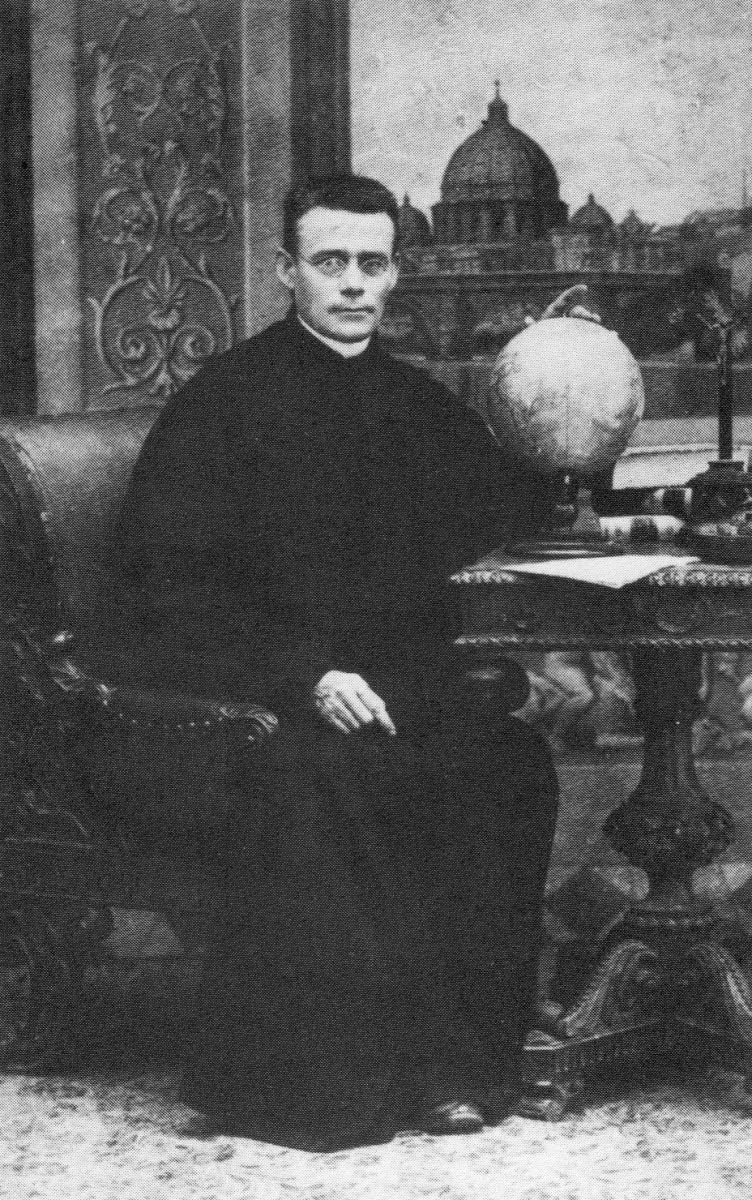
Francisco María de la Cruz Jordan, fundador de la Sociedad del Divino Salvador.

Francisco María de la Cruz Jordán (16 de junio de 1848 - 8 de septiembre de 1918), fue un sacerdote católico alemán y fundador de la Sociedad del Divino Salvador, el 8 de diciembre de 1881, y de la Congregación de hermanas del Divino Salvador, el 8 de diciembre de 1888, comúnmente llamados los Salvatorianos y Salvatorianas. Fue beatificado durante el pontificado del Papa Francisco en la Archibasílica de San Juan de Letrán, en Roma, por el Cardenal Angelo De Donatis, vicario de Su Santidad para la diócesis de Roma, el 15 de mayo de 2021. 

## Biografía

### Primeros años
Nació con el nombre de Juan Bautista Jordán en la ciudad de Gurtweil, en el Gran Ducado de Baden (ahora parte de la ciudad de Waldshut-Tiengen, Alemania), fue el segundo hijo de Lorenzo Jordan y Notburga Peter. Aunque se sintió llamado a servir como sacerdote desde temprana edad, la pobreza de la familia no le permitió realizar los estudios requeridos. En cambio, tuvo que dedicarse a trabajar para ayudar en el sustento de su familia, por lo que se dedicó a viajar por el país como pintor itinerante.A través de sus viajes por Alemania, se dio cuenta de los efectos de las políticas oficiales del gobierno imperial alemán que restringían las actividades de la Iglesia católica, conocidas como Kulturkampf, lo que resultó en la pérdida de muchos de los fieles.
Finalmente, impulsado por la situación, Jordan abandonó su trabajo y comenzó los estudios académicos requeridos para las Órdenes Sagradas. Inicialmente recibió lecciones privadas del clero local y luego asistió a una escuela secundaria en Constanza. A pesar de su lucha con las ciencias, desarrolló un talento para los idiomas extranjeros. Para su examen de graduación, presentó un ensayo en ocho idiomas europeos y otro en otros cuatro idiomas. Habiendo completado con éxito sus estudios iniciales, procedió a matricularse en la universidad de Friburgo para realizar sus estudios superiores en filosofía y teología. Después de recibir su título de la universidad, se matriculó en el cercano Seminario de San Pedro.

### Sacerdote y fundador
El 21 de julio de 1878,  fue ordenado sacerdote para la arquidiócesis de Friburgo, y fue enviado por el arzobispo a Roma para estudiar griego y Lenguas semíticas.
Durante este periodo, comienza a pensar que ha sido llamado por Dios para un nuevo trabajo en la Iglesia, el cual tendría como objetivo la unificación de grupos de sacerdotes y laicos para extender y defender la fe católica en todo el mundo. Este pensamiento se haría más fuerte durante un viaje de estudios al Oriente Medio en 1880.
Después de regresar a Roma, Jordan comenzó a implementar su idea de fundar una comunidad de miembros con votos religiosos y laicos. Esta se organizaría en tres grupos, denominados "grados": el primero serían los que se comprometieran a dejarlo todo y, viviendo en comunidad, dedicaran toda su vida a la misión de la organización; el segundo sería para los académicos, que difundieran la fe por medio de publicaciones y en sus lugares de trabajo, y el tercero para aquellos laicos que, permaneciendo en su familia y dentro de la realidad de su vida cotidiana, proclamaran al Salvador a través del testimonio de una buena vida cristiana.
El 8 de diciembre de 1881 fundó en Roma una comunidad del primer grado, inicialmente llamada Sociedad Apostólica de Enseñanza, luego llamada Sociedad Católica de Enseñanza, tomando en ese momento el nombre religioso de Francisco María de la Cruz, con el que se le conocerá en adelante.

#### Hermanas Salvatorianas
En abril siguiente, la baronesa Maria Therese von Wüllenweber (1833-1907), una aristocrática que había sentido durante mucho tiempo un llamado a servir en la vida misionera, respondió a un anuncio de la nueva Sociedad. Jordán la visitó en julio de 1882 y se comprometió con la vida de la nueva Sociedad, convirtiéndose en la primera mujer integrante de la Sociedad Apostólica de Enseñanza.
Jordan estableció una comunidad de religiosas de la Sociedad Católica de Enseñanza en Roma en 1883 bajo el liderazgo de la Madre Francisca de la Cruz (Amalia Streitel), pero Therese von Wüllenweber permaneció en Alemania. Sin embargo, surgieron problemas entre Jordan y esta comunidad, por lo que estas hermanas fueron separadas de la Sociedad, pasando a convertirse en las Hermanas de la Madre Dolorosa, una congregación religiosa internacional, particularmente comprometida con el cuidado de la salud.
En 1888, Jordan le pidió a Therese von Wüllenweber que se mudara a Roma, donde ella y dos compañeras tomaron los votos religiosos el 8 de diciembre de ese año, recibiendo el hábito religioso de manos Jordan, que le dio el nombre religioso de María de los Apóstoles. Fue beatificada el 13 de octubre de 1968 y su conmemoración litúrgica se celebra el 5 de septiembre (día en que profesó sus votos como primera mujer miembro de la Sociedad Apostólica de Enseñanza).

### Expansión
Mientras se establecían comunidades de la Sociedad Católica de Enseñanza en toda Europa, en 1890 la Santa Sede confió la región de Assam en la India británica al cuidado espiritual de la Sociedad. Jordan estableció, entonces, la primera comunidad de Padres y Hermanos de la Sociedad fuera de Europa. La Madre María de los Apóstoles envió Hermanas a trabajar con las mujeres y los niños de la nueva misión india el año siguiente, a solicitud del mismo Jordan.
En 1892, Jordán aceptó la petición de Ambrose Oschwald, un sacerdote de Baden, que había llevado a un grupo de personas de esa región a Wisconsin, en los Estados Unidos, para constituir una forma de vida comunitaria cristiana. Los Salvatorianos luego se establecieron en ese país, fundando la que luego fue llamada “Escuela Secundaria Preparatoria John F. Kennedy”, de la propiedad del grupo. En 1893, dio a sus comunidades religiosas los nombres Sociedad del Divino Salvador y Congregación de las Hermanas del Divino Salvador. Pronto fueron conocidos como "salvatorianos" de la palabra latina para "salvador", salvator.

### Muerte
Debido al estallido de Primera Guerra Mundial, en 1915, y debido a su nacionalidad alemana, el Beato Francisco María de la Cruz Jordán, se vio obligado a trasladar el gobierno general de la comunidad a Tafers, Suiza, una nación neutral. Ese mismo año el Beato Francisco Jordán dejó el cargo de Superior General de la Sociedad del Divino Salvador, pues la había dirigido durante más de 30 años y su salud ya estaba muy deteriorada.
En 1918 fue internada en el hospicio de las Hermanas de la Caridad en Tafers, no lejos de Friburgo, Suiza. 
Días antes de su muerte se le oyó decir: "El buen Dios hará todo bien. Otros vendrán y teniendo en cuenta nuestros sufrimientos, continuarán nuestra obra" Murió el domingo 08 de septiembre, fiesta del nacimiento de la Santísima Virgen María; el reloj marcaba las 8:02 Pm. 
Fue enterrado en la Iglesia Parroquial de Tafers, y en el año 1956 sus restos fueron trasladados a la Casa Madre de los Salvatorianos en Roma.

## Beatificación y veneración
En 1942 se presentó a la Santa Sede el proceso de canonización de Jordan. Como parte de este proceso, en 1956 su cuerpo fue exhumado, examinado y trasladado a la casa madre salvatoriana en Roma. El 14 de enero de 2011, el Papa Benedicto XVI autorizó a la Congregación para las Causas de los Santos a publicar el decreto sobre la heroicidad de sus virtudes, otorgándole el título de Venerable. El 19 de junio de 2020, el Papa Francisco aprobó su beatificación y decretó la validez de un milagro obtenido por su intercesión en 2014 en Jundiaí, Brasil, obrado en una niña aún por nacer, cuyos padres eran miembros de un grupo de laicos salvatorianos y oraron a través de la intercesión de Jordan por la salud de su hija, que se esperaba que naciera con problemas esqueléticos graves y deformidades, según las pruebas de los médicos. Los padres pidieron a la comunidad salvatoriana que se uniera a ellos en su oración. La niña nació el 8 de septiembre de 2014, fiesta del nacimiento de la Santísima Madre y aniversario de la muerte de Jordan. La ceremonia de Beatificación se llevó a cabo el 15 de mayo de 2021 en la Basílica de San Juan de Letrán en Roma.

## Legado
Hoy los salvatorianos cuentan con aproximadamente 1300 religiosos entre presbíteros y hermanos, presentes en 44 países alrededor del mundo, representados en cada continente. Las hermanas salvatorianas actualmente cuentan con aproximadamente 1200 miembros que sirven en casi 30 países.